# Darwin (rymdteleskop)
För andra betydelser, se Darwin (olika betydelser).
Darwin var ett rymdteleskop som ESA planerade att skjuta upp. Rymdteleskopets uppgift var att leta efter planeter som liknar jorden. En förstudie avslutades 2007, men det finns för närvarande inga planer på att fullfölja projektet.
NASA har ett liknande projekt kallad Terrestrial Planet Finder.